# Black Flag (Australia)
Black Flag è una città fantasma australiana, situata in Australia Occidentale, nei pressi della città di Kalgoorlie. La città si trova a 625 km da Perth.
Nel 1893 è stato scoperto l'oro da RH Henning. La miniera attirò molti minatori l'anno seguente, che fondarono la città (essa venne riconosciuta sulla Gazzetta Ufficiale nel 1897). Nel 1895 venne costruito un dissalatore per produrre acqua potabile, l'anno successivo la stazione di polizia e un ippodromo. All'apice Black Flag aveva otto hotel, un panificio, una banca e una miriade di altre aziende, con una popolazione di 313 abitanti (260 maschi e 53 femmine) nel 1898.
John Forrest nel suo tour di 1.600 km attraversò i giacimenti auriferi e visitò la città.
Le due miniere maggiori si esaurirono tra il 1906 e il 1907 e la città fu abbandonata poco dopo.